# Heather Whitestone
Heather Leigh Whitestone McCallum (Dothan, 24 febbraio 1973) è una modella statunitense, membro della comunità sorda, incoronata Miss America 1995.
In precedenza era stata eletta anche Miss Alabama 1994. È la prima Miss America sorda, avendo perso la quasi totalità del suo udito all'età di diciotto mesi.
Dopo i concorsi di bellezza, la Whiterstone ha completato gli studi, ed ha continuato a farsi portavoce nelle cause delle persone sorde, benché nel 2002 abbia scatenato controversie la sua decisione di farsi installare un impianto cocleare
Attualmente lavora come speaker motivazionale e vive a Saint Simons Island, insieme al marito John McCallum, dal quale ha avuto tre figli.